# K Brosas
K Brosas (cuyo nombre verdadero es María Carmela Brosas nacida el 15 de julio de 1975, Manila), es una actriz, cantante y comediante filipina. Fue miembro de la banda 'Gladys and The Boxers'. Además fue vocalista principal del grupo 'K y The Boxers'.

## Televisión
| Año           | Título                                     | Personaje             | Red         |
| 2021-presente | Sing Galing                                | Host                  | TV5         |
| 2010          | Momay (TV series)                          |                       | ABS-CBN     |
| 2009          | Lovers in Paris                            | Michelle              | ABS-CBN     |
| 2008          | My Girl                                    | Tessie                | ABS-CBN     |
| 2008          | MariMar                                    | Ms. Maressa           | GMA Network |
| 2007          | SOP Rules                                  | Herself/Co-host       | GMA Network |
| 2007          | All Star K!                                | Herself/Guest         | GMA Network |
| 2007          | Super Twins                                | Akika                 | GMA Network |
| 2007          | HP: To The Highest Level Na!               | Toni                  | GMA Network |
| 2006          | Darna                                      | Divina Demonica       | GMA Network |
| 2006          | HP: Ibang Level Na!                        | Toni                  | GMA Network |
| 2005          | Hokus Pokus                                | Toni                  | GMA Network |
| 2004          | Marinara (TV series)                       |                       | GMA Network |
| 2004          | Extra Challenge                            | Herself/Guest Co-host | GMA Network |
| 2004          | SIS                                        | Herself/Guest         | GMA Network |
| 2004          | Magpakailanman: The Kakai "K" Brosas Story | Herself               | GMA Network |
| 2004          | Bitoy's Funniest Videos                    | Herself/Co-host       | GMA Network |
| 2001          | Ikaw Lang Ang Mamahalin                    |                       | GMA Network |
| 2000          | Idol Ko Si Kap                             |                       | GMA Network |

## Pelicúlas
| Año  | Título                                | Personake | Producción  |
| 2009 | Tenement 2                            | Melissa   | Star Cinema |
| 2009 | Ang Tanging Pamilya: A Marry Go Round | Deling    | Star Cinema |